# A-65 (Spanje)
De A-65 of Autovía de Tierra de Campos is een autovía die Benavente met Palencia zal verbinden. De snelweg is voorlopig 10,4 kilometer lang en zal na afwerking 87,9 kilometer lang zijn.